# ジャスパー・ウィルソン・ジョーンズ
ジャスパー・ウィルソン・ジョーンズ（英語：Jasper Wilson Johns、1824年 - 1891年7月26日）は、イギリスの土木技師、商社社員、鉄道事業家、自由党議員。
第1次伊藤内閣の法制顧問フランシス・テイラー・ピゴットの義理の父。

## 経歴
1824年、西ウェールズのカーディガンシャーで父トマス・エヴァンス・ジョーンズと母エリザベス・テューダー・エイヴィスの間に生まれ、1854年までは土木技師、その後はロンドンの鉄鋼商社ウィリアム・バードの社員となった。同社がロンドン・アンド・ノース・イースタン鉄道に買収されるまでは、ウェールズの支社の副支店長や支店長として熱心に鉄道事業を推進した。
ウェールズのモンゴメリーでは第3ライフル義勇軍初期の隊長としても活躍。また、メリオネスやモンゴメリの治安判事や、メリオネスの副大尉を務めた。1855年にエミリー・テリーザ・バードと結婚。
1865年と1868年にはノーザラートン選挙区で庶民院議員に立候補するがいずれも落選。1885年のイギリス総選挙ではイングランドのウォリックシャー北部ナニートン選挙区で当選して議員を務めたが、同年の総選挙では落選し引退した。なお、同時期の議員には、江戸時代の日本の長州五傑の英国留学を支援したジャーディン・マセソン商会の創立者ウィリアム・ジャーディンの孫であるロバートがいる。
ジョーンズは1891年に67歳で死去し、ブルックウッド墓地に埋葬された。妻エミリーと娘婿フランシス・テイラー・ピゴット（1925年死去）と同じ墓である。

## 親族

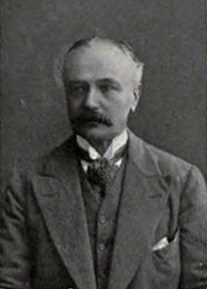
伊藤博文の法制顧問の法学者フランシス・テイラー・ピゴット（1908年）

娘のマーベルは1881年、弁護士のフランシス・テイラー・ピゴットと結婚し、1883年、息子のフランシス・スチュワート・ギルデロイ・ピゴットを設けた。
1888年から1891年までは、日本政府の伊藤博文等の法制顧問となった夫のフランシス・ピゴットとともに、家族で日本に滞在し、帰国後の1896年には植民地看護協会を創立し、1901年には同協会の名誉副会長に退いた。
1901年当時、植民地看護協会会長はグレイ卿、副会長はオンズロー卿、また、ウィンストン・チャーチル（保守党議員）、ジェームズ・ウィルコックス大佐、カスバート・クィルター、バルフォア・オブ・バーレイ卿夫人、ヒューバート・ジャーニンガム、ウェストミース卿など数々の有力者が参加していた。
のち、夫のピゴットはイギリス植民地であった香港等の司法官や最高法院長を歴任。ベーリング海仲裁裁判所、モーリシャス最高裁判所を経て、1905年からは香港英国最高領事裁判所長官を務めた。翌年には中国政府に雇われ、日本と同じく法律顧問を務めた。
息子のピゴットは、東京府駐在武官となり、昭和天皇訪英の際に接伴員を務めた。
ジョーンズの曾孫となるフランシス・ジェームズ・クロード・ピゴット（1910年 - 1996年）も同様にイギリス大使館駐在武官として勤務した。